# The Bard's Tale (joc video din 1985)
The Bard's Tale (cu sensul de Povestea bardului) este un joc video de rol de fantezie conceput și programat de Michael Cranford⁠(d) pentru Apple II. A fost produs de Interplay Productions în 1985 și distribuit de Electronic Arts. Jocul a fost portat pe Commodore 64, Apple IIGS⁠(d), ZX Spectrum, Amstrad CPC⁠(d), Amiga, Atari ST⁠(d), DOS, Macintosh și NES. A dat naștere seriei de jocuri și cărți The Bard's Tale. Cele mai vechi ediții ale jocului au folosit un titlu de serie Tales of the Unknown, dar la acest titlu s-a renunțat la portările ulterioare The Bard's Tale și jocurile ulterioare din serie.
În august 2018, a fost lansată o versiune îmbunătățită pentru Microsoft Windows, urmată de lansarea pentru Xbox One în 2019.

## Prezentare
Următorul text de pe coperta casetei rezumă premisa:
Cu mult timp în urmă, când magia încă predomina, vrăjitorul malefic Mangar cel Întunecat a amenințat un oraș mic, dar armonios, numit Skara Brae. Creaturi malefice au invadat Skara Brae și s-au alăturat domeniului său întunecat. Mangar a înghețat ținuturile din jur cu o vrajă a Iernii Eterne, izolând total Skara Brae de orice posibil ajutor. Apoi, într-o noapte, străjerii orașului au dispărut cu toții.

 Viitorul orașului Skara Brae este în balanță. Cine a rămas să reziste? Doar o mână de tineri războinici fără experiență de luptă, magicieni începători, câțiva barzi abia având vârsta când ai voie să bei și câțiva pungași fără ocupație.

 Ești acolo. Ești liderul acestui grup de luptători pentru libertate. Din fericire, ai cu tine un bard care să-ți cânte gloriile, dacă supraviețuiești. Căci asta este chestia cu legendele... Și așa începe povestea...
În joc, jucătorul formează un grup de până la șase personaje. Progresul jocului se realizează prin avansarea personajelor, astfel încât acestea să fie suficient de puternice pentru a învinge dușmanii și monștrii din ce în ce mai periculoși din temnițe, obținerea anumitor elemente relevante pentru rezolvarea misiunii generale și obținerea de informații.
Orașul fictiv Skara Brae este format din mai multe fragmente de hărți de 30x30 care conțin fie clădiri, fie străzi (plus porți și statui magice cu gardieni care blochează anumite străzi). Accesul la un turn din colțul de nord-est sau sud-vest al orașului este blocat de porți încuiate. Porțile principale ale orașului, care se deschid spre vest, sunt blocate de zăpadă și rămân impracticabile pe tot parcursul jocului. O stradă pare să ducă spre sud la nesfârșit, teleportând de fapt grupul înapoi la început, când ajunge în porțiunea în care ar trebuie să fie zidurile orașului.
Anumite clădiri din oraș sunt speciale, cum ar fi Breasla Aventurierului, magazinul de echipamente a lui Garth, Consiliul orașului (care este nemarcat și trebuie găsit mai întâi și este singurul loc în care personajele pot avansa în niveluri de experiență), diverse taverne, temple, și temnițe. Acestea din urmă sunt labirinturi de diferite feluri — pivnițe, canalizări, catacombe sau fortărețe — pline de monștri și ghicitori, unele păzite de statui magice care prind viață pentru a ataca grupul a intrat în zona lor.

## Gameplay

Capturi de ecran din The Bard's Tale (1985): sus - pentru Apple IIGS; jos - pentru Commodore 64

The Bard's Tale este un dungeon crawl simplu. Obiectivul este de a câștiga experiență și de a avansa abilitățile personajelor prin lupte (în mare parte) aleatorii cu inamici și monștri. Acest lucru se face în timp ce explorezi temnițe asemănătoare labirintului, rezolvi puzzle-uri și ghicitori ocazionale și găsești sau cumperi arme, armuri și alte echipamente mai bune.
Când începe jocul, jucătorul poate crea până la șase personaje de jucător, alese dintre următoarele clase: bard, vânător, călugăr, paladin, rogue (pungaș), războinic, magician și prestidigitator. Clasele vrăjitor (sorcerer⁠(d)) și magician (wizard⁠(d)) sunt disponibile pentru prestigiatori și magicieni experimentați. Pe unele platforme, jucătorul poate importa personaje create anterior în Wizardry și/sau Ultima III⁠(d), ceea ce a fost oarecum revoluționar în momentul lansării jocului.
Folosirea uneia dintre cele 85 de vrăji magice se face prin tastarea unui cod de patru litere care se găsește doar în manualul tipărit al jocului. Cu toate acestea, atunci când utilizați un mouse (în versiunile DOS, Amiga și Macintosh), numele complete ale vrăjilor apar într-o listă din care pot fi alese.
Lupta este în ture, descrisă mai degrabă în text decât afișată grafic; nu există nicio noțiune de mutare a personajelor pe o hartă în timpul luptei. Banii și punctele de experiență sunt distribuite în mod egal tuturor membrilor supraviețuitori ai grupului după ce o luptă este câștigată.

## Carte de indicii
Editura Electronic Arts a publicat o carte de indicii pentru joc în 1986 (ISBN: 1-55543-064-3) care a adăugat câteva personaje originale și informații de fundal la setarea jocului. A fost scrisă de T.L. Thompson și pretinde a fi un document din acest univers fictiv pe care un oarecare Pellis (care pare a fi o persoană influentă care luptă din culise împotriva lui Mangar) îl încredințează unui prieten fără nume care tocmai a ajuns la majorat: implicit, jucătorul (grupul). 
Este jurnalul lordului Garrick, viconte al orașului înfrățit al lui Skarai Brae, Hamelon. Prins în Skara Brae de vraja lui Mangar, Lordul Garrick și grupul său de slujitori și asociați (inclusiv Corfid op Orfin Bardul, Ghaklah Magicianul, Isli Paladinul, Soriac Arhimagul și „ultimul dintre marii înțelepți-vrăjitori” altfel fără nume) își asumă singuri misiunea  de a elibera Skara Brae de influența lui Mangar. Jurnalul povestește modul în care navighează prin temnițe și rezolvă puzzle-urile până când, la un pas de a se confrunta cu Mangar, descoperă că obiectele cruciale au fost furate de pungașul grupului atunci când acesta i-a abandonat. Soriac pregătește o vrajă care îi va permite lui Isli (aparent) să scape și să-i dea jurnalul lui Pellis...

## Dezvoltare
Michael Cranford a dezvoltat conceptul, designul și programarea The Bard's Tale și a jocului său succesor (The Bard's Tale II: The Destiny Knight⁠(d)), cu design suplimentar de Brian Fargo⁠(d) (fondatorul Interplay) și Roe Adams III. David Lowery a conceput grafica, Lawrence Holland⁠(d) a compus muzica, iar Joe Ybarra⁠(d) a fost producător. Cranford a declarat că cea mai mare parte a designului jocului s-a bazat pe experiențele de joc Dungeons & Dragons ale lui și ale lui Fargo. Cranford și Fargo au încercat să îmbunătățească jocurile anterioare ale genului în multe domenii, inclusiv grafică și sunet.
Cranford este un creștin devotat. El a inclus referințe la Isus în The Bard's Tale și toate numele orașelor, cu excepția unuia, din The Bard's Tale II sunt preluate din Noul Testament. După o ceartă cu Brian Fargo, el nu a fost implicat în dezvoltarea The Bard's Tale III⁠(d) și a decis să se întoarcă la facultate pentru a studia filozofia și teologia.
Cranford a declarat că au folosit un consultant în timpul dezvoltării jocului care a sugerat diverse idei, inclusiv numele orașului Skara Brae⁠(d), care a fost folosit și în Ultima IV⁠(d) - o descoperire surpriză după lansarea jocului, datorită muncii consultantului și la Ultima IV. Cranford a remarcat că nu au folosit celelalte idei, deoarece asemănările ar fi putut fi problematice.

## Recepție

### Recepție critică
Scorpia de la revista Computer Gaming World a descris jocul în 1985 ca fiind ceva „ce nu trebuie ratat!” În 1993, ea a criticat dificultatea de pornire a jocului și locul unic unde se pot face salvări, dar a declarat că are „multe puncte de interes, în special puzzle-urile, și este cu siguranță un joc care merită”. Jocul a fost revizuit în 1986 în revista Dragon nr. 116 de către Hartley și Pattie Lesser în coloana „Rolul computerelor”. Recenzorii au apreciat jocul ca fiind bun, ajungând la concluzia că este „un joc de aventură înaltă... este unul pe care îl recomandăm pentru biblioteca dumneavoastră de software”. Jocul a fost revizuit din nou în Dragon nr. 120. Recenzorii au acordat jocului 5 stele din 5.
Macworld⁠(d) a revizuit versiunea Macintosh a The Bard's Tale, lăudând muzica și modul de joc, numindu-l o „combinație plăcută de rezolvare a problemelor, luptă și explorare”, dar criticând grafica monocromă și jocul repetitiv, acesta din urmă orientat în mare parte către lupte dese.
Versiunea Commodore 64 a primit un premiu „Sizzler” și un rating de 94% din partea revistei Zzap!64, în ediția sa specială de Crăciun din 1986. Sean Masterson l-a considerat „cel mai bun joc de rol de pe Commodore”.
În 1990, jocul a fost pe locul al șaptelea într-un sondaj cu jocurile favorite din toate timpurile ale cititorilor Computer Gaming World.  În 1996, revista a considerat The Bard's Tale al 89-lea cel mai bun joc din toate timpurile.

### Performanțe comerciale
The Bard's Tale a avut un mare succes, devenind cel mai bine vândut RPG pe computer din anii 1980 cu 407.000 de exemplare. A fost primul joc de rol pe computer în afară de Wizardry care a fost în competiție cu vânzările seriei Ultima⁠(d), în special vânzările pentru utilizatorii de Commodore 64 care nu puteau juca Wizardry (o versiune Commodore a apărut în 1987, cu o grafică inferioară celei din The Bard's Tale). Până în 1993, peste un milion de copii ale jocului au fost vândute.

## Moștenire

### Continuări
The Bard's Tale a fost atât un best-seller, cât și un succes critic și a avut două continuări oficiale și un „set de construcție” ("Construction Set") la vremea sa.
- The Bard's Tale II: The Destiny Knight⁠(d) (1986)
- The Bard's Tale III: Thief of Fate⁠(d) (1988)
- The Bard's Tale Construction Set⁠(d) (1991)

O compilație a tuturor celor trei jocuri clasice The Bard's Tale, intitulată The Bard's Tale Trilogy, a fost lansată pentru DOS de Electronic Arts în 1990.
În 2003, Brian Fargo (care a creat hărți pentru primele două jocuri Bard's Tale și l-a regizat pe al treilea) a părăsit Interplay Entertainment și a început o nouă companie de dezvoltare de jocuri numită InXile Entertainment⁠(d). În 2004, ei au lansat primul lor joc, intitulat de asemenea The Bard's Tale, un RPG de acțiune, cu vedere de sus în jos, în stil consolă. Acesta a fost creat ca o parodie plină de umor a jocurilor video de rol de fantezie (din categoria cărora originalul din 1985 este dat ca prim exemplu). Nu a fost o continuare a seriei clasice și nici nu a avut nicio legătură în afară de titlu și loc: povestea are loc în insula Mainland dinOrkney, Scoția, unde se află ruinele Skara Brae din lumea reală. Deși o lacună legală a permis InXile să folosească numele Bard's Tale și, evident, compania a plănuit să încorporeze mai multe elemente ale jocurilor originale, Electronic Arts deținea încă drepturile de autor ale mărcile comerciale originale ale seriei Bard's Tale, iar InXile nu avea voie, legal, să folosească ceva din intriga, personajele sau locațiile prezentate în trilogia originală în jocul lor din 2004.
În mai 2015, Fargo a anunțat că intenționează să dezvolte și o continuare finanțată prin crowdfunding pe Kickstarter, The Bard's Tale IV⁠(d). Jocul, care a fost lansat în 2018, continuă povestea trilogiei originale, dar a schimbat semnificativ modul de joc.
The Mage's Tale⁠(d) a fost publicat de InXile în 2017 ca un joc spin-off folosind  realitatea virtuală. A fost dezvoltat concomitent cu The Bard's Tale IV.

### Ediție remasterizată
În timpul campaniei Kickstarter pentru a crea o a patra tranșă a seriei, inXile a colaborat cu Rebecca Heineman⁠(d) și compania ei Olde Sküül pentru a remasteriza trilogia originală pentru computerele personale moderne care rulează Mac OS și Microsoft Windows (în loc de versiunile emulate oferite de inXile). După ce au ajuns într-un impas în dezvoltare, Olde Sküül și inXile au convenit să transfere proiectul către Krome Studios⁠(d). Krome Studios și inXile au lansat ediția remasterizată la 14 august 2018, ca parte a ediției remasterizate The Bard's Trilogy.
Ediția remasterizată a trilogiei originale a fost lansată pentru Xbox One la 13 august 2019. Aceasta a urmat achiziționării lui inXile Entertainment de către Microsoft. Colecția suportă Xbox Play Anywhere.

### Romane
O serie de romane bazate pe The Bard's Tale a fost publicată de Baen Books în anii 1990. Deși cărțile aveau puține în comun cu povestea jocurilor, existența lor este o dovadă a cât de influentă a fost seria. Romanele sunt:
1. Castle of Deception, de Mercedes Lackey și Josepha Sherman (1992, ISBN: 0-671-72125-9)
2. Fortress of Frost and Fire, de Mercedes Lackey și Ru Emerson (1993, ISBN: 0-671-72162-3)
3. Prison of Souls, de Mercedes Lackey și Mark Shepherd (1994, ISBN: 0-671-72193-3)
4. The Chaos Gate, de Josepha Sherman (1994, ISBN: 0-671-87597-3)
5. Thunder of the Captains, de Holly Lisle și Aaron Allston (1996, ISBN: 0-671-87731-3)
6. Wrath of the Princes, de Holly Lisle și Aaron Allston (1997, ISBN: 0-671-87771-2)
7. Escape from Roksamur, de Mark Shepherd (1997, ISBN: 0-671-87797-6)
8. Curse of the Black Heron, de Holly Lisle (1998, ISBN: 0-671-87868-9)

Deși sunt enumerate aici în ordinea în care au fost publicate, unele cărți din serie sunt legate între ele mai mult decât altele, cum ar fi Castelul înșelăciunii și Poarta haosului; Închisoarea sufletelor și Evadarea din Roksamur sau Tunetul căpitanilor și Mânia prinților.